# Makarska biskupija
Makarska biskupija (lat. Dioecesis Macarscensis), nekadašnja rimokatolička biskupija sa sjedištem u Makarskoj. Nalazila se u cijelosti na području današnje Republike Hrvatskoj. Združena je u prvoj polovici 19. stoljeća sa splitskom biskupijom u novu, splitsko-makarsku biskupiju. Godine 1969. splitsko-makarski biskup uzdignut je na čast nadbiskupa i metropolita.

## Povijest
██ Makarska biskupija u 15. stoljeću
Prvi put se spominje na crkvenom saboru u Saloni 4. svibnja 533. godine, a moguće je da je utemeljena i ranije. U spisima spomenutog sabora spominje se "Stjepan od Makra, biskup makarske biskupije (lat. Stephanus Muccorensis, episcopus ecclesiae Muccuritanae). Sjedište joj je bilo u Muccurumu (danas Makar iznad Makarske). Biskupija je propala u vrijeme seobe naroda, a prve naredne informacije o tom području su iz 1185. godine kada je splitski crkveni sabor teritorij nekadašnje makarske biskupije pripojio Hvarskoj biskupiji. Biskupiju je obnovio tek oko 1300. godine splitski nadbiskup Petar na poticaj Svete Stolice radi suzbijanja patarenske hereze koja se na neretvansko područje širila iz Bosne.
Srednjovjekovni makarski biskupi češće su stolovali u Omišu, na otocima i u Splitu zbog straha od patarena i bili su uglavnom samo naslovni biskupi.
Dolaskom Turaka u ove krajeve u 15. stoljeću nestalo je makarske biskupije koju je 1615. godine obnovio papa Pavao V. Prvi biskup novoobnovljene biskupije bio je fra Bartul Kačić-Žarković (1615. – 1645.).
Papinskom bulom Locum beati Petri 1828. godine, a na intervenciju austro-ugarskog cara, makarska je biskupija spojena s degradiranom splitskom biskupijom u personalnoj uniji. Nakon toga, Makarska više nema rezidencijalnog biskupa, jer je on bio spojen u osobi splitsko-makarskog biskupa koji je stolovao u Splitu. Godine 1969. splitsko-makarska biskupija uzvišena je na rang nadbiskupije.

## Popis makarskih biskupa
- Stjepan (533.-???)
- nepoznato (6. stoljeće - 14. stoljeće)
- Valentin (1344. – 1367.)
- Josip (1369.-????)
- Ivan (1373.-????)
- sede vacante (14. stoljeće - 1615.)
- fra Bartul Kačić-Žarković (1615. – 1645.)
- fra Petar Kačić-Šilje (1646. – 1660.)
- fra Marijan Lišnjić (1664. – 1686.)
- Nikola Bijanković (1698. – 1730.)
- Stjepan Blašković (1731. – 1776.)
- Fabijan Blašković (1777. – 1819.)